# Todd Martin
Todd Christopher Martin (Hinsdale, Illinois, 1970. július 8. –) amerikai hivatásos teniszező. Karrierje során 8 egyéni és 5 páros ATP-tornát nyert meg. Kétszer játszott Grand Slam-döntőt: az 1994-es Australian Openen Pete Samprastől, az 1999-es US Openen Andre Agassitól kapott ki. Legnagyobb fegyvere hatalmas szervája volt.

## Grand Slam-döntői

### Egyéni

#### Elvesztett döntői (2)
| Év   | Helyszín        | Ellenfél a döntőben | Eredmény a döntőben           |
| 1994 | Australian Open | Pete Sampras        | 6-7(4), 4–6, 4–6              |
| 1999 | US Open         | Andre Agassi        | 4–6, 7–6(5), 7–6(2), 3–6, 2–6 |